# Чемпионат Украины по американскому футболу
Чемпионат Украины по американскому футболу (укр. Чемпіонат України з американського футболу) — любительское соревнование мужских команд по американскому футболу, которое проходит на Украине. С 2015 года турнир проводит Украинская лига американского футбола. Ранее его организацией занималась Национальная федерация американского футбола Украины. Турнир впервые был проводится в 1993 году. Действующий победитель турнира — «Киев Кэпиталз», завоевавший победу в 2021 году. Наибольшее число титулов (16 побед) принадлежит клубу «Скифы-ДонНТУ» из Донецка.

## История
Американский футбол появился в Украинской ССР в конце 1980-х годов . В 1991 году украинские команды из Харькова и Донецка приняли участие в единственном в истории чемпионате СССР по американскому футболу. После распада Советского Союза было решено организовать чемпионат СНГ, в котором снова участвовали харьковские «Атланты» и донецкие «Скифы».

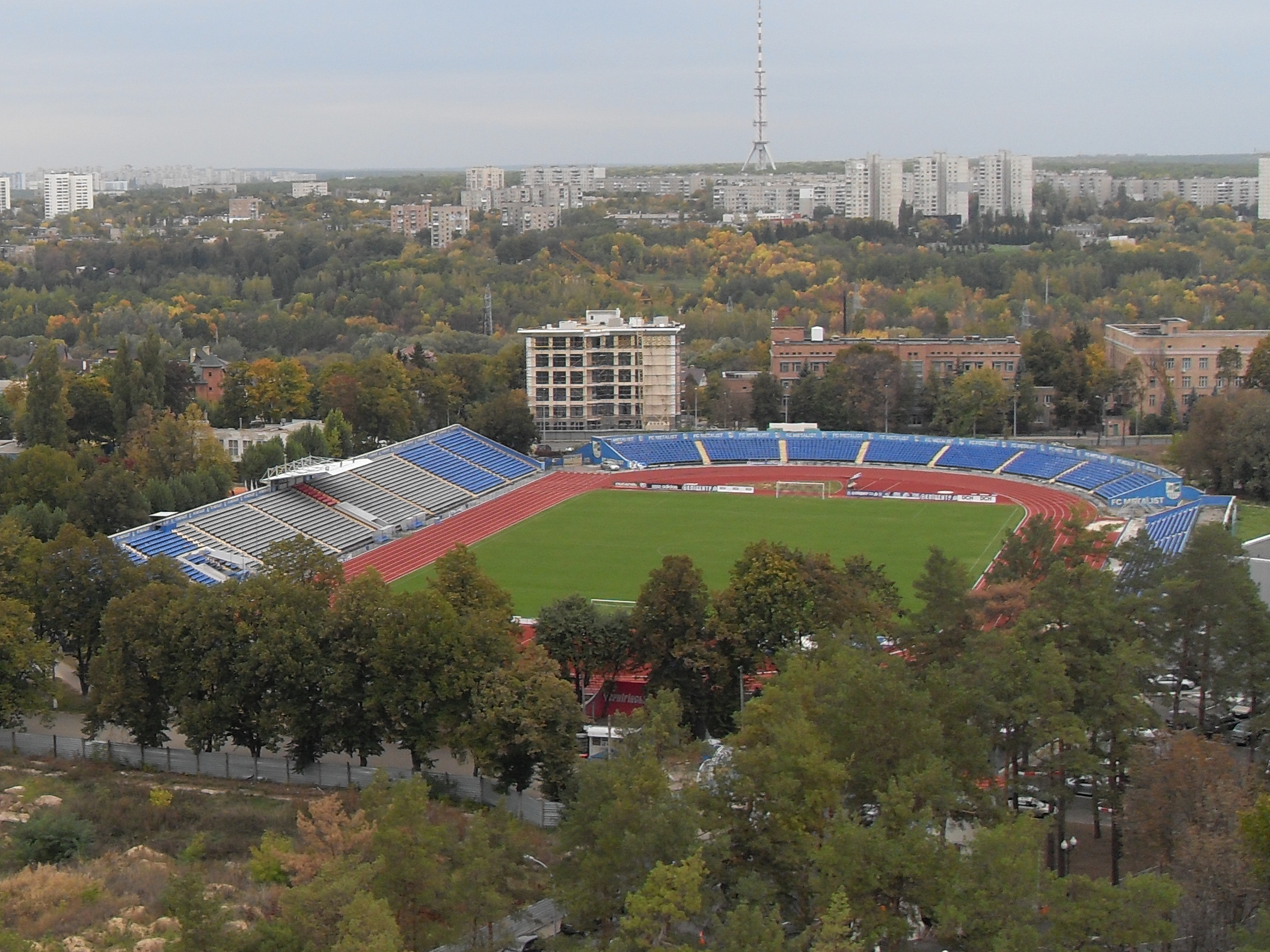
Финал первого чемпионата прошёл на стадионе «Динамо» в Харькове

В 1993 году состоялся первый чемпионат Украины по американскому футболу, в котором участвовало 5 команд: харьковские «Атланты», донецкие «Скифы», киевские «Ястребы», харьковские «Казаки» и черкасские «Барсы». Финальный матч между «Скифами» и «Атлантами» прошёл на харьковском стадионе «Динамо». Игра длилась около четырёх часов. «Скифы» уверенно стартовали, в первой четверти занесли три тачдауна, совершили пять перехватов и лидировали со счётом 19:0. Однако затем позволив «Атлантам» не только сравнять счёт, но и выйти вперёд. Итог — победа хозяев со счётом 46:26. Турнир проходил под эгидой Федерации американского футбола Украины (ФАФУ), которая с 1996 года являлась членом Европейской федерации американского футбола.

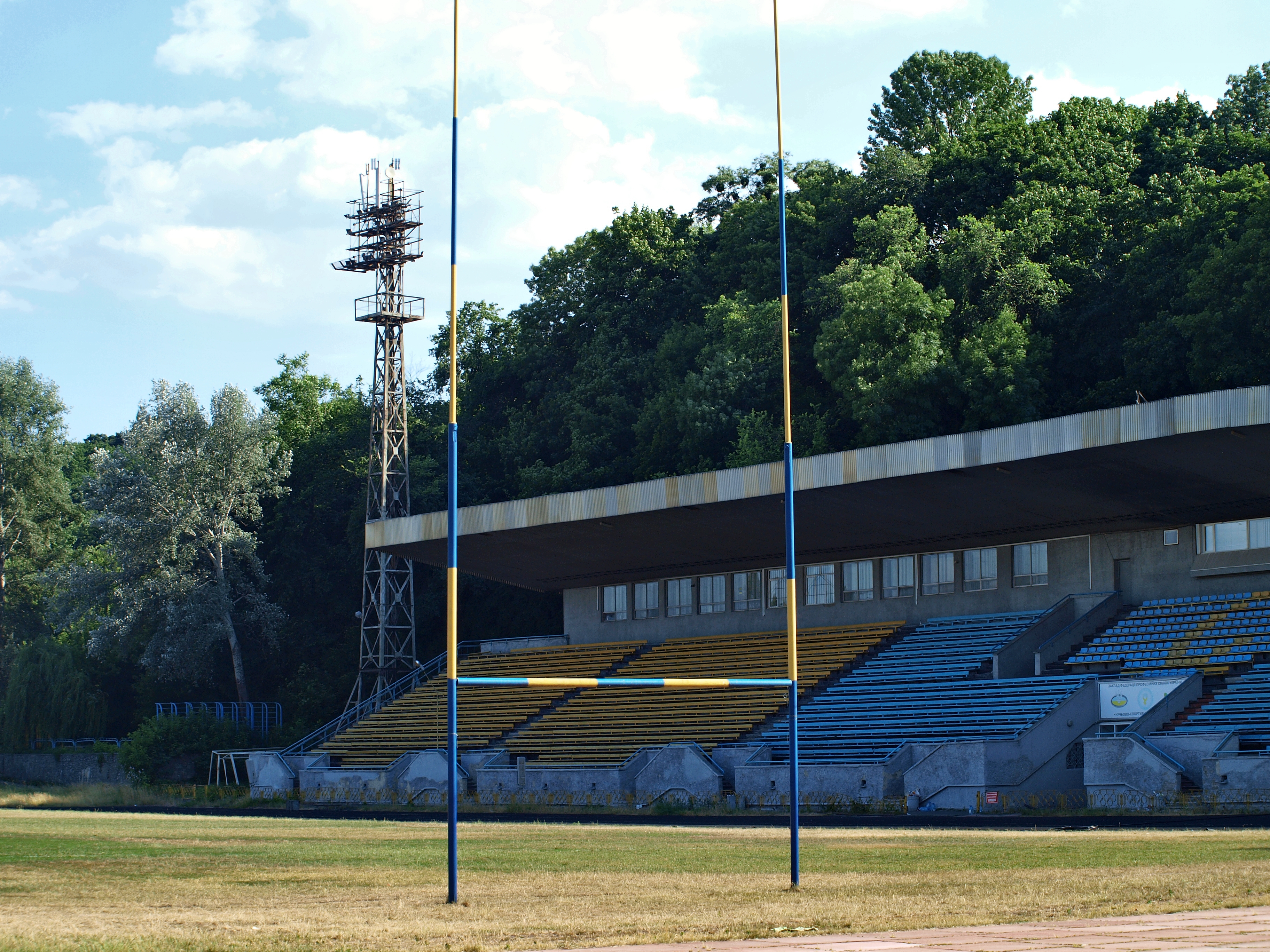
Неоднократно матчи чемпионата проходили на стадионе «Спартак» в Киеве

В 1999 году был изменён формат проведения чемпионата. Все команды были разделены на две конференции: западную и восточную. В рамках каждой конференции команды играли друг с другом по два матча, образуя так называемый «регулярный чемпионат». По завершении этих игр, две лучшие команды от каждой конференции проходили в финальную стадию, где продолжали борьбу в турнире из четырёх сильнейших.

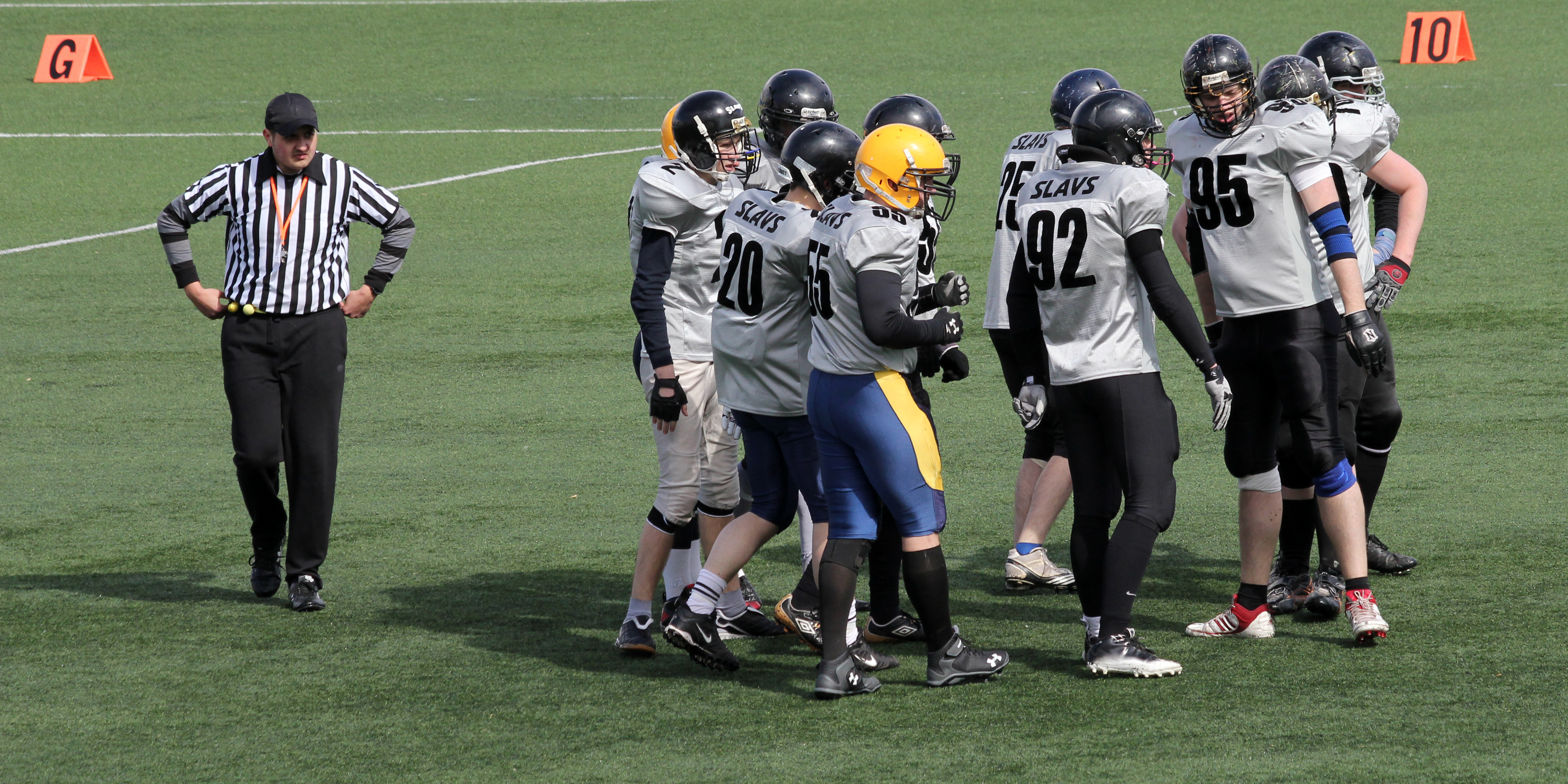
Киевские «Славяне» в 2015 году

В 2001 году был снова изменён формат турнира. Игры начали проводить по системе Национальной футбольной лиги (США), при этом команды играли в конференциях в рамках регулярного чемпионата. После завершения регулярных матчей лучшие команды каждой конференции продолжали борьбу в серии плей-офф, где проигравшие выбывали, а победители встречались в суперфинале за чемпионский титул. В этом году также был введена награда для лучшего игрока. Первым обладателем этого титула стал Дмитрий Губарь, бомбардир киевских «Славян», который за один сезон набрал 120 очков, включая 18 тачдаунов и 6 двухочковых реализаций.
В 2005 и 2006 годах чемпионат не разыгрывался.
После присоединения Крыма к России симферопольские «Тавры» начали выступать в чемпионате России. Война на Донбассе также стала причиной выхода из лиги самого успешного клуба Украины (16 побед) — «Скифов-ДонНТУ», который базировался в Донецке. Все победы «Скифов» были связаны с тренером Сергеем Непогодиным, который скончался возрасте 55 лет.

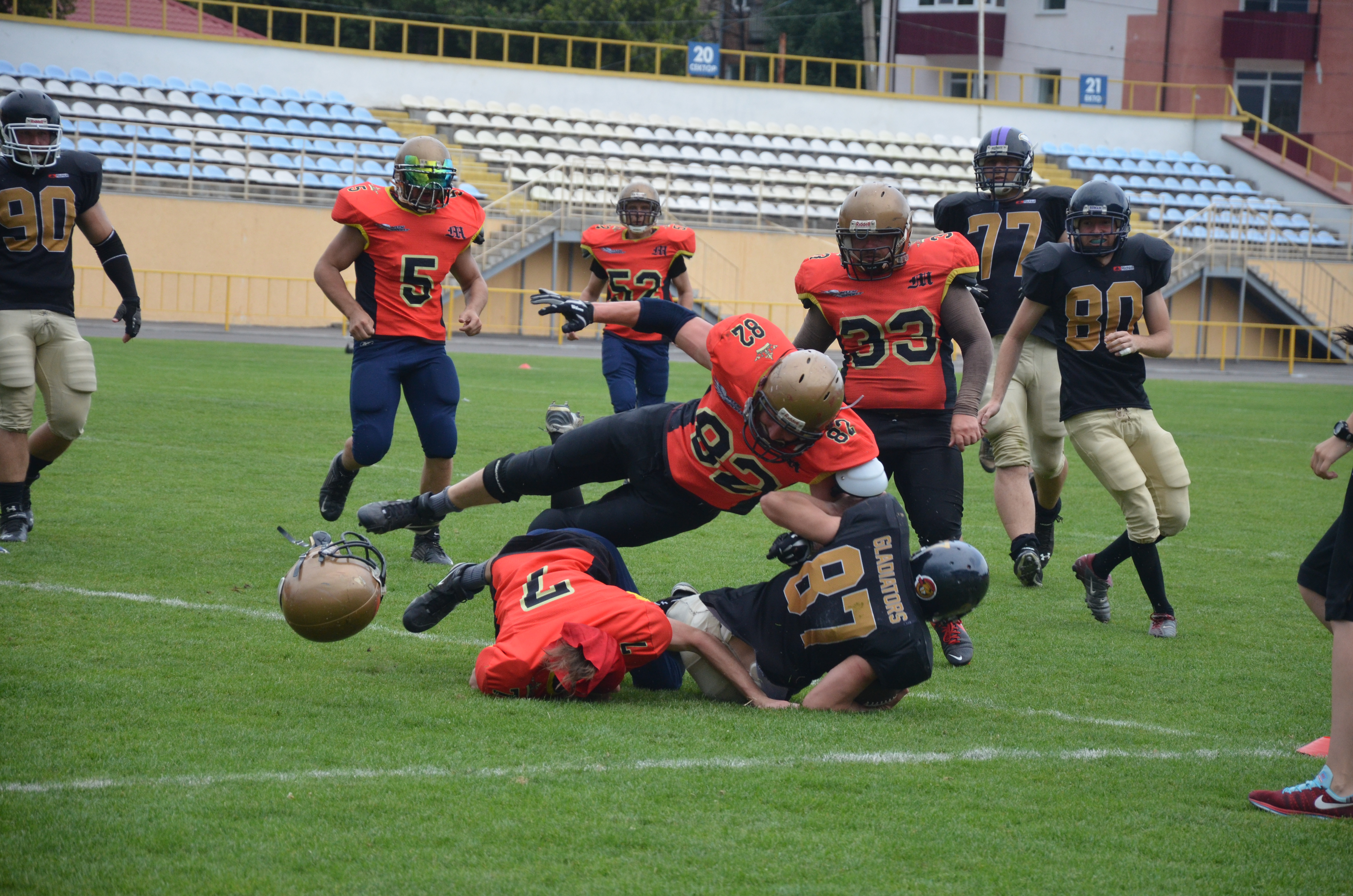
Матч по американскому футболу в Хмельницком, 2016 год

В 2014 году Федерация американского футбола Украины (ФАФУ) была преобразована в Национальную федерацию американского футбола Украины (НФАФУ). В ответ на этот шаг команды 16 января 2016 года приняли решение учредить Украинскую лигу американского футбола (УЛАФ), где президентом стал Максим Шило. УЛАФ является членом Международной федерации американского футбола (ИФАФ).
Участниками дебютного сезона под эгидой УЛАФ стали 20 команд разделённых на три дивизиона (А, В, С). Две команды из дивизиона А автоматически попадали в плей-офф, а остальные две получали право бороться за место в плей-офф через раунд уайлд-кард, сражаясь с победителями дивизионов B и C. Присоединились к украинской лиге и белорусский клуб «Зубры» (Минск), отказавшийся выступать в чемпионате России из-за неудобного графика и больших географических расстояний. Победителем турнира в итоге стали именно белорусские «Зубры», обыгравшие в финале в Ужгороде команду «Бандиты» из Киева. Лучшим игроком матча был признан представитель чемпионов Александр Кривонос.

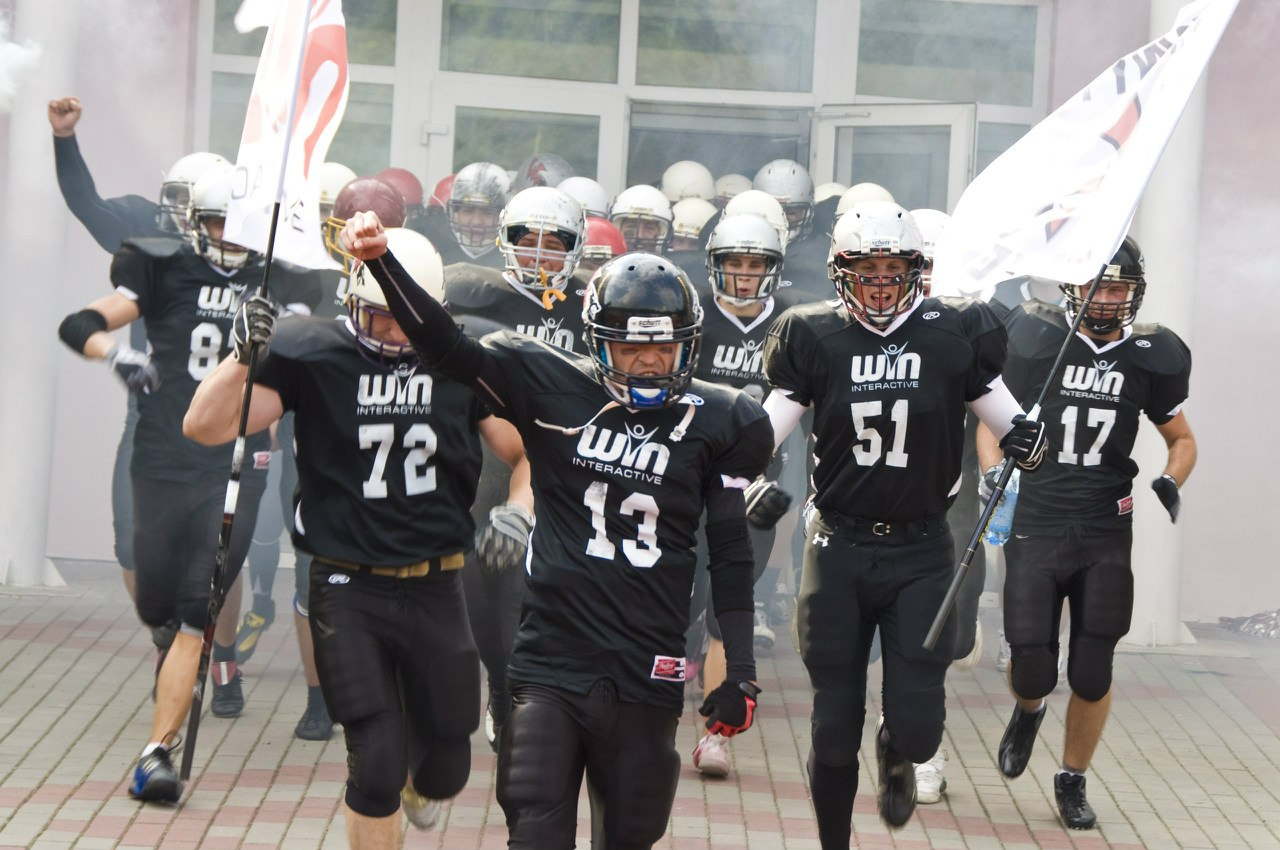
Винницкие «Волки» в 2016 году

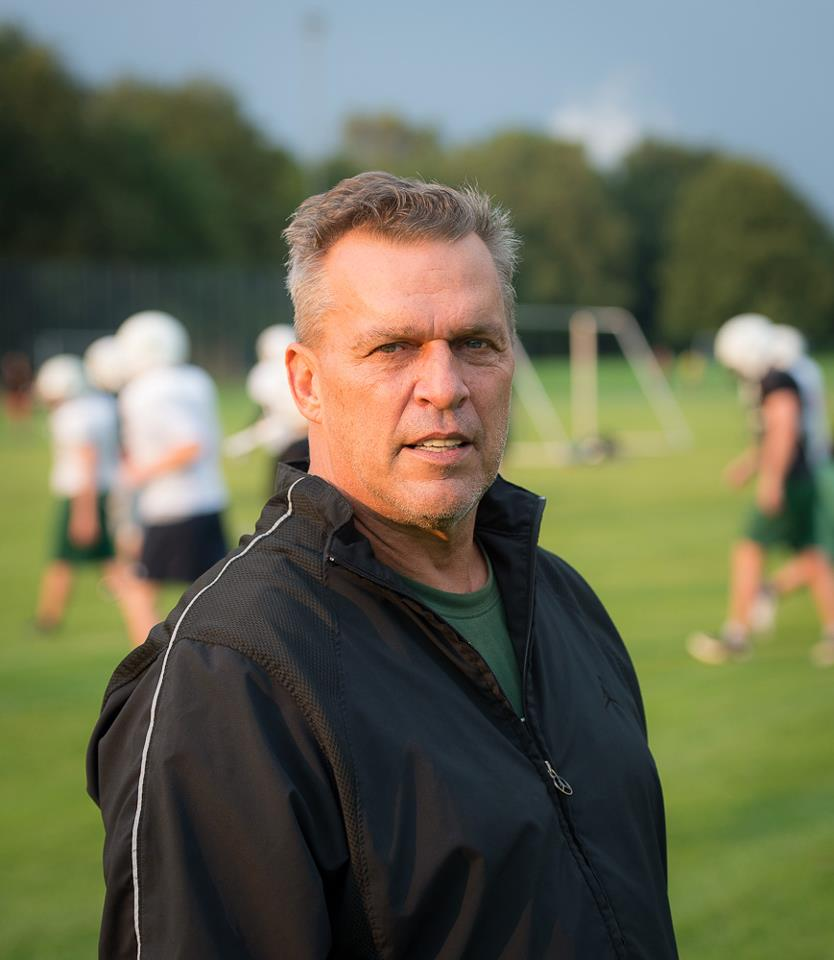
Дейл Хеффрон возглавлял винницких «Волков»

В составе винницких «Волков» в 2016 году выступали легионеры из США — 23-летние Энтони Бенсона (Сан-Диего) и Тимоти «Тиджей» Ричардсон (Филадельфия). За киевских «Патриотов» в 2017 году играл раннинбек Делил Бартли, ранее имевший опыт выступлений в Национальной ассоциации межуниверситетского спорта. Тренером харьковских «Атлантов» в 2017 году был назначен Ральф Берковиц. В 2019 году цвета «Киев Кэпиталз» защищали Тайрен Куин и Айзея Уилер.
В 2018 году планировалось проведение совместного чемпионата среди клубов Украины, России и Беларуси. Участниками сезона 2018 года не стали действующие чемпионы ужгородские «Лесорубы», принявшие решение выступать в чемпионате Венгрии. Сезон 2020 года транслировался на телеканалах «Спорт 1» и «Спорт 2». Последний раз турнир разыгрывался в 2021 году. Его чемпионом стал «Киев Кэпиталз», выигравший в решающем матче у львовских «Львов».
С началом боевых действий в 2022 году чемпионат не разыгрывался. Игроки, ранее участвовавшие в чемпионате Украины по американскому футболу, присоединились к Вооружённым силам Украины. На фронте был убит вайд-ресивер Дмитрий Сербин, шесть раз становившийся чемпионом Украины. Были убиты и другие игроки чемпионата Украины — Александр Аникин (Здолбуновский Орлы), Алексей Быковский (Харьковские Атланты), Ярослав Мохонько (Киевские Патриоты), Даниил Богуславский (Ужгородские лесорубы) и Руслан Сапожник (Винницкие волки).

## Участники
В сезоне 2021 года участвовало 8 команд, разделённых на две зоны (запад и восток). В столице Украины сосредоточилось наибольшее количество команд — 3.
| Зона «Восток» | Зона «Восток» |          | Зона «Запад» | Зона «Запад» |
| Команда       | Город         | Команда  | Город        |              |
| ------------- | ------------- | -------- | ------------ | ------------ |
| Атланты       | Харьков       | Волки    | Винница      |              |
| Викинги       | Николаев      | Львы     | Львов        |              |
| Кэпиталз      | Киев          | Патриоты | Киев         |              |
| Рейнджеры     | Одесса        | Славяне  | Киев         |              |

## Победители
- 1993 — Атланты (Харьков)
- 1994 — Скифы-ДонНТУ (Донецк)
- 1995 — Скифы-ДонНТУ (Донецк)
- 1996 — Скифы-ДонНТУ (Донецк)
- 1997 — Скифы-ДонНТУ (Донецк)
- 1998 — Скифы-ДонНТУ (Донецк)
- 1999 — Скифы-ДонНТУ (Донецк)
- 2000 — Скифы-ДонНТУ (Донецк)
- 2001 — Скифы-ДонНТУ (Донецк)
- 2002 — Скифы-ДонНТУ (Донецк)
- 2003 — Скифы-ДонНТУ (Донецк)
- 2004 — Славяне (Киев)
- 2007* — Скифы-ДонНТУ (Донецк)
- 2008 — Скифы-ДонНТУ (Донецк)
- 2009 — Лесорубы (Ужгород)
- 2010 — Скифы-ДонНТУ (Донецк)
- 2011 — Скифы-ДонНТУ (Донецк)
- 2012 — Скифы-ДонНТУ (Донецк)
- 2013 — Скифы-ДонНТУ (Донецк)
- 2014 — Бандиты (Киев)
- 2015 — Лесорубы (Ужгород)
- 2016 — Зубры (Минск)
- 2017 — Лесорубы (Ужгород)
- 2018 — Патриоты (Киев)
- 2019 — Патриоты (Киев)
- 2020 — Киев Кэпиталз
- 2021 — Киев Кэпиталз

* В 2007 году турнир проходил в формате флаг-футбола